# 1787 au Nouveau-Brunswick
Chronologie du Nouveau-Brunswick
- 1782
- 1783
- 1784
- 1785
- 1786
- 1787
- 1788
- 1789
- 1790

Cette page concerne des événements d'actualité qui se sont produits durant l'année 1787 dans la colonie du Nouveau-Brunswick.

## Événements
- Création du Royal New Brunswick Regiment.

## Naissances
- 9 novembre : William MacBean George Colebrooke nommé lieutenant-gouverneur du Nouveau-Brunswick.